# Torre Latinoamericana

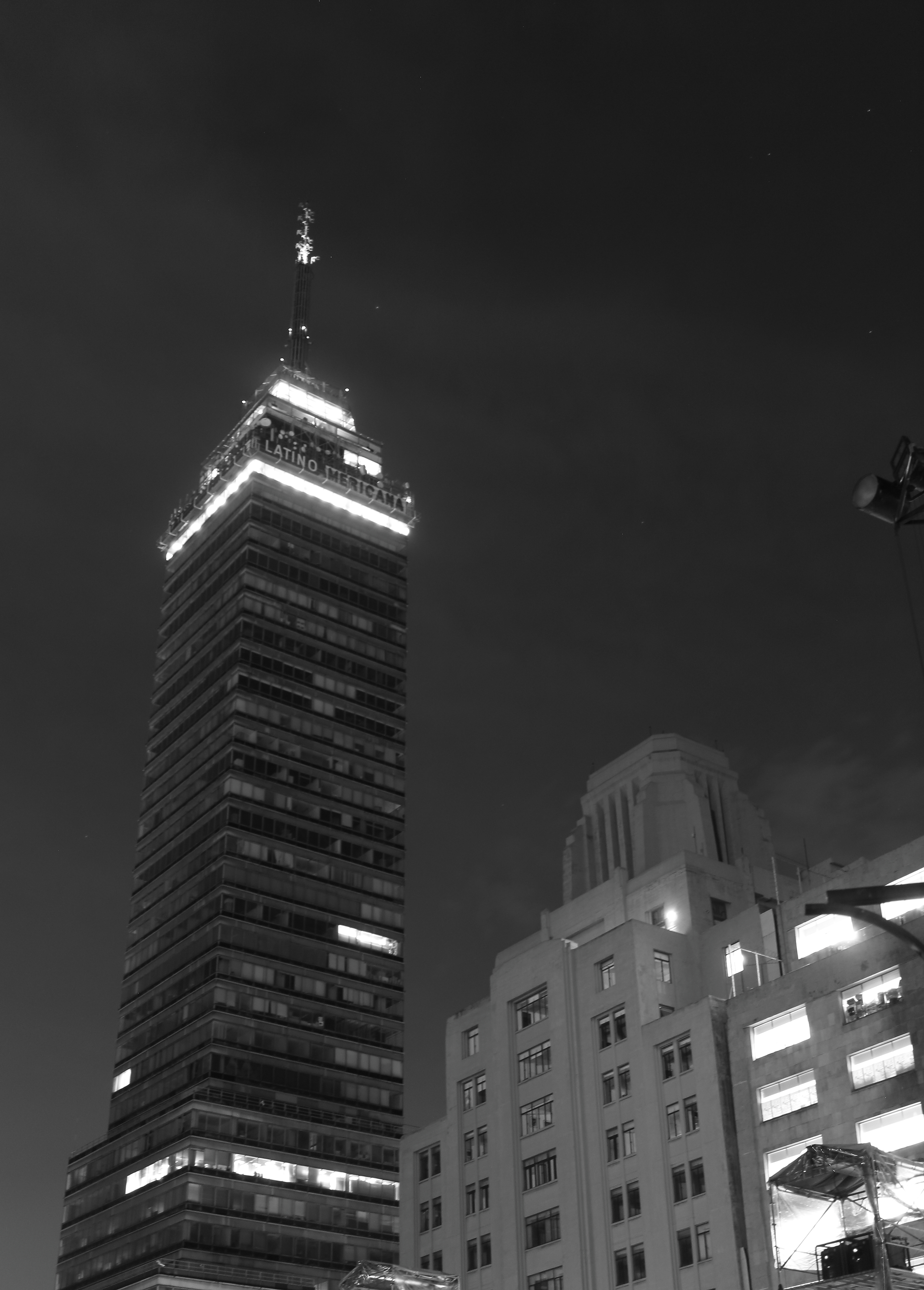
Torre Latinoamericana - nuit.

La Torre Latinoamericana (littéralement, la « Tour latino-américaine ») est un gratte-ciel du centre historique de Mexico. Sa position centrale, sa hauteur (183 m ; 44 étages) et son histoire font d'elle un des plus importants monuments de la ville de Mexico. C'était aussi la plus haute construction du Mexique en 1956 lorsqu'elle fut achevée, jusqu'à ce que fut terminée en 1984 la Torre WTC, qui est plus haute de 24 m.    
Beaucoup pensent que c'est le premier gratte-ciel mexicain. Pourtant, les premiers gratte-ciel firent leur apparition à Mexico entre 1910 et 1935. Le plus haut de cette époque, l'Édifice International de Capitalisation (Edificio Internacional de Capitalización) fut érigé en 1935. Cet immeuble fut dépassé par la Tour Latinoamericana le 30 septembre 1955.    
La Torre Latinoamericana a été construite pour abriter le siège social de la Latinoamericana Seguros, SA, une compagnie d'assurances qui donna son nom à la tour durant le boum économique d'après guerre entre la fin des années 1940 jusqu'au milieu des années 1960. À l'origine la compagnie occupait un plus petit bâtiment au même endroit. En 1947 la compagnie emménagea temporairement dans des locaux voisins pendant la construction de la tour. Une fois terminée, en 1956, la compagnie déménagea entre le 3e et le 7e étages de l'édifice. L'espace restant de bureau était laissé à la location. À l'époque où elle a été achevée, la Torre Latinoamericana était le 45e bâtiment le plus grand au monde. 
Sa plate-forme ouverte au public, située au quarante-troisième étage, était le plus haut point d'observation de Mexico jusqu'à l'ouverture de la Torre Mayor en décembre 2004.
Le projet fut conçu et exécuté par Leonardo Zeevaert  et son frère Adolfo, des ingénieurs civils mexicains né à Veracruz. L'expert en génie parasismique Nathan M. Newmark a été largement associé au calcul des fondations.